# Louis-Joseph Deleuil
Pour les articles homonymes, voir Deleuil.
Louis-Joseph Deleuil, né le 7 avril 1795 à Aix-en-Provence et mort le 9 août 1862 à Paris, est un ingénieur-opticien et inventeur d’instruments de physique.

## Biographie
Né à Aix-en-Provence le 17 germinal an III (7 avril 1795) d'une famille originaire de Gardanne (Bouches-du-Rhône), il aurait quitté la maison paternelle à 13 ans. On le retrouve tourneur en 1814 quand avec sa classe 1815, il est mobilisé un an à l’avance, en exécution d'un décret signé par l’Impératrice Marie-Louise. Il participe donc à la dernière partie de la Campagne de France, qui précède l'abdication  de Napoléon Ier à Fontainebleau, le 6 avril 1814, ce qui lui permettra de recevoir la médaille de Sainte-Hélène lors de sa création en 1857, par Napoléon III.
Il semble avoir été autodidacte, ce qui ne l’empêcha pas de travailler avec les savants de son temps pour lesquels il fabriqua des appareils dans la maison qu’il fonda en 1820. D’abord installé rue Mazarine, à Paris, il s’établit ensuite rue Dauphine, puis rue du Pont-de-Lodi et enfin rue des Fourneaux (actuelle rue Falguière) dans une maison numérotée successivement 18, 36 et finalement 42, juste après sa mort.
Le côté pair de la rue Dauphine marquant la limite du Xe arrondissement de l’époque, c’est à la mairie de celui-ci que Deleuil recevra la Croix de Juillet pour sa participation aux 3 glorieuses journées de la révolution de 1830.
C’est à cette même époque qu’il commence à fabriquer les microscopes simples de Raspail, devient démonstrateur à l’École Normale et surtout balancier de la commission des monnaies, après le décès de son prédécesseur Herbault, à la veuve duquel il achète le fonds (matériel et marchandises) établi à l'hôtel des Monnaies dont la mention est faite, comme seconde adresse sur l’en-tête de son papier à lettres.
En 1837, une loi est votée, interdisant l’usage, à partir de 1840, des anciennes mesures, et rendant obligatoire celui du système décimal créé par la convention en 1795. Il fabrique alors des poids et mètres y compris pour des pays étrangers comme la Nouvelle Grenade, formée des actuels Panama et Colombie, par l'entremise du savant Boussingault, ayant également  adopté le système métrique, ainsi que des balances de précision de son invention comme celle qui lui vaudra, en 1844, une médaille d’argent à l’Exposition des Produits de l’Industrie Nationale.
Très vite, il s’est intéressé au daguerréotype, dont l’État, sur la proposition d’Arago, a acheté le brevet. Pour accueillir le public désireux de se faire tirer le portrait en posant devant l’objectif pendant au moins 20 minutes, Deleuil ouvre une officine : « Au Pavillon vert, quai Conti, no 7, entre la rue Dauphine et l'Hôtel des monnaies ».
Le 17 août 1843, il procède au premier essai en vraie grandeur d'éclairage public à l'électricité : une ampoule de Davy alimentée par une pile Bunsen de 98 éléments et placée « sur la plus haute maison du quai Conti » produit une lumière assez vive pour permettre la lecture sur la place du Pont-Neuf « malgré une distance de plus de 200 mètres »,. Dès le 20 octobre suivant (et non en 1844 comme l’a écrit le célèbre vulgarisateur Louis Figuier,), il participe avec Henri Adolphe Archereau à une seconde expérience d’éclairage public par « l’arc voltaïque », place de la Concorde, « l’œuf électrique » étant placé sur les genoux de la statue de la ville de Lille dont le soubassement abritait une batterie de 200 éléments de Bunsen,.
Les diverses productions de Deleuil et les récompenses obtenues dans différentes expositions l’ont rendu célèbre et cela a sans doute facilité l’entrée en apprentissage chez Gambey, le plus illustre constructeur de l’époque, de son fils Jean Adrien. Ce dernier fera un voyage de formation dans des pays de langue allemande avant de rejoindre les ateliers de son père dont il deviendra l’associé (1852-1857) puis le successeur.
En 1851, à l'occasion de la première Exposition universelle à Londres, Louis-Joseph Deleuil obtient une 1re médaille, ce qui lui vaut d’être admis dans l’ordre de la Légion d'honneur par celui qui en ce 26 novembre 1851, n’est encore que le président de la Seconde République. Un coup d'État et deux plébiscites plus tard, devenu l’Empereur Napoléon III, celui-ci charge son cousin le prince Napoléon d’organiser à Paris, en 1855 la seconde Exposition universelle, où Deleuil père et fils sont récompensés. Le baron Séguier étant membre du jury, la deuxième des balances monétaires qu'il a conçues et qu'ils ont construite, destinée à trier les pièces de monnaie, est présentée hors concours (avec la 1re).
Depuis un certain temps déjà, Deleuil a fait des communications à l’Académie des sciences, pour laquelle il a construit une machine pneumatique et fait une démonstration de l’appareil de Thilorier permettant de produire de la neige carbonique. De plus, il déposa au Conservatoire national des arts et métiers, comme il en avait l’obligation, un exemplaire des objets présentés aux Expositions nationales.
Ayant pris sa retraite en 1857, Louis-Joseph Deleuil meurt subitement le 9 août 1862 à Paris et il est inhumé au cimetière du Montparnasse, où la sépulture existe toujours, avant la publication du succès de son fils à la seconde Exposition de Londres.
Son fils, Adrien, demeure sans postérité, contrairement à ses sœurs, après avoir fait de nombreux dons au Conservatoire national des arts et métiers. Il vend l’affaire, en 1889 à Velter qui conservera le nom de Deleuil en association  avec le sien. De fait l'entrée du 42 rue des Fourneaux porte encore après 1893 l'enseigne « DELEUIL »,.

## Distinctions
- Chevalier de la Légion d'honneur (22 novembre 1851)[21]
- Médaille de Sainte-Hélène